# Famille Saadé
La famille Saadé est une famille  de confession chrétienne grecque-orthodoxe antiochienne originaire de Lattaquié, en Syrie. Elle est propriétaire de deux vignobles, château Marsyas (en) au Liban et domaine de Bargylus en Syrie. Elle a maintenu la production de ses deux vins en dépit de l'instabilité chronique que connaît la région du Moyen-Orient.
Cette famille de riches marchands, industriels et grands propriétaires terriens syriens s'est illustrée avec Elias Saadé, Mikhaïl Saadé et Gabriel Saadé (1854-1939) ainsi qu'avec les fils de ce dernier Rodolphe Saadé (1900-1958), Wadih Saadé (1883-1968) et Edouard Saadé (1885-1952). Leur cousine germaine Angèle Ibrahim épousa le frère du Premier ministre syrien d'alors Farès al-Khoury (1873-1962). Le fils de Rodolphe Saadé (1900-1958), Jacques Saadé (1937-2018) fonde la CMA en 1978, devenue le groupe CMA CGM, troisième compagnie de fret maritime mondiale.

## Histoire
Orientale, imprégnée de culture française, la famille Saadé est originaire depuis le XVIIIe siècle de la ville côtière de Lattaquié. La famille Saadé appartient à la communauté orthodoxe d'Antioche qui constitue avec les patriarcats de Constantinople, Alexandrie et Jérusalem l'un des quatre sièges de l'Orient chrétien.
Il était notoire que la famille Saadé traitait avec respect et équité les paysans qui travaillaient sur ses terres contrairement à beaucoup d’autres propriétaires féodaux. Elle détenait de nombreuses propriétés à travers le pays par l’intermédiaire de tous ses membres -hommes et femmes- ce qui était particulièrement progressiste pour l’époque.
C’est en 1840 qu’Elias Saadé réforma en profondeur la culture de l’olivier de la région côtière syrienne en y modifiant ainsi durablement les méthodes de production. Il épousa Angelina Elias, la fille du consul d’Angleterre Moussa Elias dont le fils Yacoub Elias était consul de l’empire Allemand à Lattaquié. Le neveu de cette dernière est l’écrivain-voyageur Edouard Elias Bacha,.
Le fils d’Elias, Mikhaïl Saadé, grand notable de la ville, accueillit en sa demeure lors de sa visite à Lattaquié en 1879 le gouverneur ottoman de Syrie Midhat Pacha qui deviendra par la suite grand vizir et éminent réformateur de l'empire. L’ironie du sort fera que plusieurs membres de la famille Saadé seront condamnés à mort en 1914 par le tribunal militaire ottoman pour leurs activités politiques supposées, parmi lesquelles Gabriel Saadé (1854-1939) et ses fils Wadih et Edouard. Ils y échapperont néanmoins.
Son autre fils, Gabriel Saadé (1854-1939), fut également un grand propriétaire terrien et commerçant. Il épousa Marianna Ibrahim originaire de la ville d’Antioche. Une de ses entreprises Gabriel Saadé & fils est citée parmi les premières à avoir établi une unité d’égrenage de coton en Syrie dans les années 1920.
Le petit-fils d’Elias, Wadih Saadé fut élu député au parlement syrien en 1943. Il avait été vice-président du conseil de l’État Alaouite crée sous mandat français jusqu’à son intégration à la Syrie. Selon certaines sources, il finança également, avec son frère Édouard, les rebelles irakiens contre l’occupation britannique de l’époque.
Son autre petit-fils Edouard Saadé soutint sa thèse à l’institut agricole international de Beauvais en 1905 en même temps que son cousin germain Toufick Saadé, l’un des fils de Mikhaïl Saadé,,. À l’instar de son frère Toufick et en association avec lui, Habib Saadé, fit l’acquisition en 1912 d’une propriété agricole située dans la localité de Meneou à Chypre où il planta 13,000 arbres dont la majorité était constituée d’oliviers et de caroubiers. Il fut également rapporté dans l’édition de 1916 de la publication de la Commonwealth Shipping Committee que «l’industrie du tabac [à Chypre] reçu un élan renouvelé par la culture du mélange Latakia par Messieurs Saadé de Larnaca». L’édition de 1922 du Cyprus Agricultural Journal mentionne que «M.Habib Saadé de Lattaquié, le propriétaire de la ferme de Meneou, se rendit à Chypre pour une courte visite. Il est entendu qu’il commencera à planter du tabac dans son exploitation agricole dont le séchage se fera selon la même méthode utilisée à Lattaquié»,,,.
Le neveu de Toufick, Chafic Saadé traitait avec la firme de courtage en tabac Clagett, Brachi & Co afin d’écouler sa production. Édouard Saadé -ou son fils Emile- est cité parmi les administrateurs et actionnaires de la Société des Asphaltes et Pétroles de Lattaquié dont le siège était à Paris (France).
L’édition de 1907 du Kelly’s Directory of merchants, manufacturer and shippers cite quatre membres de la famille Saadé parmi les plus grands négociants de Syrie. Les maisons de négoce de la famille Saadé représentaient la moitié des principaux négociants de la ville de Lattaquié.
Le cadet de ses petits-fils Rodolphe Saadé (1900-1958) était un grand industriel, commerçant et propriétaire terrien que ses activités amenaient à voyager fréquemment en Europe et aux États-Unis. Évoquant sa vision d’avenir telle qu’il l’envisageait pour son pays, il déclara au géologue américain Raymond E. Crist (qui le cita dans son livre publié en 1962 “Land for the Fellahin: land tenure and land use in the Near-east”) lors de la visite de ce dernier en Syrie: “notre richesse est agricole et nos industries doivent être basées sur l’agriculture”. Il fera également appel en 1949 à des ingénieurs italiens afin de proposer à l’État la construction d’un port moderne à Lattaquié. Il était aussi consul honoraire des Pays-Bas à Lattaquié jusqu’à son décès en 1958.
La famille possédait par ailleurs la Régie des Tabacs et Tombacs à Lattaquié, la région étant connue pour en produire le meilleur de tout l’Orient,.
La famille Saadé fut également à l’origine de la création de la station estivale de Slenfé dans la montagne alaouite qui était particulièrement prisée par les Français de l’époque mandataire ainsi que par les bourgeoisies alepine et lattaquiotte.
Rodolphe épousa Odette Nauphal, la fille de l’ancien député de la ville de Tripoli sous mandat français Abdallah Nauphal, issu d’une famille originaire de  région du Hauran en syrie,,,,, et dont les membres participèrent activement à l’administration ottomane pendant plus de trois siècles. Ce dernier est le neveu du baron Selim de Nauphal (1828-1902) qui fut conseiller d’état et professeur de l’institut des langues orientales du ministère des affaires étrangères de la Russie tsariste,,,,. Son grand-père paternel Abdallah Bek Nauphal (1796-1879) (le titre de Bek lui fut décerné par l’empire ottoman en 1855) participa au gouvernement d’Ibrahim Bacha, fils de Méhémet Ali, lors de la conquête de la Syrie par ce dernier. Il écrivit une histoire relative à cette période qui fut bien plus tard publié sous le titre de  « مذكرات تاريخية » (trad. Notes historiques) attribué à auteur inconnu,,,,. Il fut par la suite successivement premier conseiller du Moutassarifat du Mont-Liban Daoud Bacha et Qaim Maqam de la région de la Koura. Le neveu de ce dernier Nicolas Bek Nauphal (1817-1895) fût par la suite élu député au parlement ottoman à Costatinople en 1876. Il se rendit célèbre en ridiculisant la capitale ottomane lors d’une des sessions parlementaires en déclarant “Nous venons des provinces et votons depuis le début des Tanzimat. Istamboul, par contre, ne commence à y prendre part que cette année”. Christophe Catzeflis, le grand-père maternel d’Abdallah Nauphal, issu d’une famille d’origine grecque qui prétendait descendre de la dynastie des Paléologues de Constantinople, était consul à Tripoli de plusieurs nations européennes dont l’Autriche-Hongrie, la Suède-Norvège et l’Espagne. Il reçut en sa demeure le poète Alphonse de Lamartine lors du voyage de ce dernier en orient,. La beauté de son épouse “Lady Jane” lui valut de nombreux admirateurs dont le voyageur et diplomate britannique Frederick Arthur Neale qui ira jusqu’à traduire en anglais un des poèmes qui lui était dédiée en le retranscrivant dans le récit de ses pérégrinations “Eight years in Syria, Palestine and Asia Minor from 1842 to 1850” publié en 1851. Le petit-fils et homonyme d’Abdallah Nauphal est le CEO d’Insight Investments.
Johnny Saadé, le fils de Rodolphe, recentre les activités familiales dans les domaines vinicoles et touristiques. Il habite avec son épouse à Beyrouth. Cette dernière est la fille de Louis Ziadé (1890-1968), diplômé en droit de l’université de Lille, qui fût élu 7 fois bâtonnier de l’ordre des avocats d’Alep en Syrie où il résida 25 ans avant de retourner à Beyrouth afin d’y devenir député au parlement libanais,. Il fut un temps pressenti pour accéder à la présidence de la République libanaise alors sous mandat français. Il habita le Palais Ziadé situé dans le quartier de Zokak el-Blat. Son cousin germain Ignace Ziadé était évêque Maronite de Beyrouth. Sa grand-mère paternelle était la fille de Youssef Allam, l’un des plus importants commerçants de la soie du Mont-Liban au XIXe siècle dont les activités s’étendaient à l’Égypte et l’arrière pays syrien,. Il épousa Mathilde Bekhyt, la fille de Georges Bekhyt, riche courtier en coton de la bourse d’Alexandrie en Égypte. L’oncle de cette dernière, le juriste Paul Noujaim -dont le père Farès Noujaim était reconnu comme le doyen des médecins du Mont-Liban selon une source antérieure à 1914-, docteur en droit de la faculté de Paris, mieux connu sous le pseudonyme de Paul Jouplain, était un des principaux théoriciens du Grand Liban,. Il publia en 1908 “La question du Liban” qui en devint rapidement le livre de référence et dont les arguments seront repris lors de la conférence de paix de Paris en 1919. Sa cousine germaine, Marie Bekhyt, épousa le peintre libanais Georges Daoud Corm. Leur fils est l’économiste et historien libanais Georges Corm.
Parmi les membres de la famille Saadé, figure l'historien Gabriel Saadé, grande figure de l’archéologie syrienne dont la contribution à l'histoire de l'antique cité cananéenne d'Ougarit est considéré comme fondamentale. Il écrivit par ailleurs sur de nombreux sujets historiques et culturels. Il fonda par ailleurs le musée archéologique de Lattaquié. Il fut également cofondateur dans les années 1940 du Mouvement de la jeunesse orthodoxe (MJO) au Liban et en Syrie, qui donna une impulsion nouvelle au patriarcat d’Antioche sur le double plan éducatif et culturel. Il fit également la connaissance du célèbre eugéniste et premier directeur général de l’UNESCO Sir Julian Huxley et l’accueillit dans sa demeure familiale lors du séjour de ce dernier en Syrie. Il est nommé chevalier de la légion d’honneur le 18 juillet 1989. Nous pouvons également mentionner sa nièce, la célèbre archéologue et directrice du musée de l’université américaine de Beyrouth Leila Badre,,,,,,,,,.
Claire Saadé, la mère du célèbre acteur égyptien d’origine syro-libanaise Omar Sharif est également citée comme membre de cette famille.
Les membres de la famille Saadé furent actifs au sein de la communauté orthodoxe de Lattaquié et firent de nombreuses donations au patriarcat d’Antioche au cours des deux derniers siècles. Ainsi, Elias Saadé reconstruisit en 1845 l’église épiscopale St Nicolas tel que l’atteste une plaque commémorative de l’époque. De plus, le rôle de chef de la communauté orthodoxe de Lattaquié fût exclusivement dévolu à un membre de la famille Saadé au cours des deux derniers siècles. Leur position se reflétaient dans la place qui leur était accordée dans les différentes églises de la ville,,.

## Viticulture
La création des vignobles de la famille Saadé remonte à 1997 lorsque Johnny Saadé décide, avec ses deux fils Karim et Sandro, de fonder le domaine de Bargylus en Syrie et le château Marsyas au Liban. Des études pédologiques et climatiques sont menées et la plantation du premier cep de vigne se fera en 2003. Les années 2006 pour Bargylus et 2007 pour château Marsyas semblent être les premiers millésimes produits par chaque domaine,.
Cette famille de vignerons a mis en place des protocoles de qualité très strictes pour la production des deux domaines,,.
La famille poursuit l'activité de production de domaine de Bargylus malgré l'insécurité grandissante à laquelle elle reste confrontée en Syrie,,.
Karim Saadé et Sandro Saadé gèrent leur domaine syrien à partir de Beyrouth, n’ayant pu se rendre à Bargylus depuis le début des hostilités.
L’explosion qui a eu lieu au port de Beyrouth le 4 août 2020 a détruit leurs bureaux administratifs qui se trouvaient à 600 mètres de l’épicentre du drame, blessant gravement Johnny Saadé et son fils Sandro,,.
Les vins issus des domaines de la famille sont régulièrement notés par les critiques internationaux,,.
La maison familiale qui est un palais de style vénitien-ottoman a été sévèrement endommagé par le tremblement de terre du 6 février 2023 qui eut lieu en Syrie et en Turquie,. Elle est actuellement en cours de restauration.